# Chavela
Chavela és un documental mexicà - espanyol, dirigit per Catherine Gund i Daresha Kyi i llançat en 2017. La pel·lícula és un retrat fílmic de la cantant i actriu mexicana Chavela Vargas.
La cinta es va estrenar en el marc del 67è Festival Internacional de Cinema de Berlín el 9 de febrer de 2017, en el programa Panorama Dokumente. Va ser recollit per a distribució internacional per Latido Films.
La pel·lícula va ser nominada al Premi GLAAD Media per Documental Excel·lent als 29è Premis GLAAD GLAAD Media. La pel·lícula es va projectar en el Inside Out Film and Vídeo Festival de 2017, on va guanyar el Premi del Públic al Millor Documental, i al Festival de Cinema Queer North 2018, on va guanyar el Premi del Públic a la Millor Pel·lícula Femenina. Va guanyar el premi al millor documental en la XXII edició de Fire!! Mostra Internacional de Cinema Gai i Lesbià i el Premi de l'Audiència Dragó Rosa a la millor pel·lícula al Festival de Cinema LGBT de Ljubljana de 2017.